# Lista över Grönlands regenter

## Norsk lydstat 1261-1387
| Regent                       | Tillträde | Avgång | Titel           |
| ---------------------------- | --------- | ------ | --------------- |
| Håkon Håkonsson              | 1261      | 1263   | Konung av Norge |
| Magnus "Lagaböter" Håkonsson | 1263      | 1280   | Konung av Norge |
| Erik Magnusson               | 1280      | 1299   | Konung av Norge |
| Håkon "Hålägg" Magnusson     | 1299      | 1319   | Konung av Norge |
| Magnus Eriksson              | 1319      | 1343   | Konung av Norge |
| Håkon Magnusson              | 1343      | 1380   | Konung av Norge |
| Olav Håkonsson               | 1380      | 1387   | Konung av Norge |

## Kalmarunionen (norsk lydstat) 1388-1521
| Regent                | Tillträde | Avgång | Titel           |
| --------------------- | --------- | ------ | --------------- |
| Drottning Margareta   | 1387      | 1412   | Unionsdrottning |
| Erik av Pommern       | 1389      | 1442   | Unionskonung    |
| Kristofer av Bayern   | 1442      | 1448   | Unionskonung    |
| Karl Knutsson (Bonde) | 1449      | 1450   | Unionskonung    |
| Kristian I            | 1449      | 1481   | Unionskonung    |
| Hans                  | 1483      | 1513   | Unionskonung    |
| Kristian II           | 1513      | 1521   | Unionskonung    |

## UnionenDanmark-Norge(norsk lydstat) 1521-1814
Huset Oldenburg
| Regent       | Tillträde | Avgång | Titel        |
| ------------ | --------- | ------ | ------------ |
| Kristian II  | 1521      | 1523   | Unionskonung |
| Fredrik I    | 1523      | 1533   | Unionskonung |
| Kristian III | 1537      | 1559   | Unionskonung |
| Fredrik II   | 1559      | 1588   | Unionskonung |
| Kristian IV  | 1588      | 1648   | Unionskonung |
| Fredrik III  | 1648      | 1670   | Unionskonung |
| Kristian V   | 1670      | 1699   | Unionskonung |
| Fredrik IV   | 1699      | 1730   | Unionskonung |
| Kristian VI  | 1730      | 1746   | Unionskonung |
| Fredrik V    | 1746      | 1766   | Unionskonung |
| Kristian VII | 1766      | 1808   | Unionskonung |
| Fredrik VI   | 1808      | 1814   | Unionskonung |

## Dansk koloni 1814-
Huset Oldenburg
| Regent        | Tillträde | Avgång | Titel             |
| ------------- | --------- | ------ | ----------------- |
| Fredrik VI    | 1814      | 1839   | Konung av Danmark |
| Kristian VIII | 1839      | 1848   | Konung av Danmark |
| Fredrik VII   | 1848      | 1863   | Konung av Danmark |

Huset Oldenburg-Sönderborg-Glücksburg
| Regent       | Tillträde | Avgång | Titel                |
| ------------ | --------- | ------ | -------------------- |
| Kristian IX  | 1863      | 1906   | Konung av Danmark    |
| Fredrik VIII | 1906      | 1912   | Konung av Danmark    |
| Kristian X   | 1912      | 1947   | Konung av Danmark    |
| Fredrik IX   | 1947      | 1972   | Konung av Danmark    |
| Margrethe II | 1972      | 2024   | Drottning av Danmark |
| Frederik X   | 2024      |        | Konung av Danmark    |